# Офіційний Монітор Румунії
«Офіційний Монітор Румунії» (рум. Monitorul Oficial al României) — румунська газета, офіційний друкований орган уряду Румунії. Виходить з 1832 року. Видається в Бухаресті румунською мовою. Перші випуски друкувалися кирилицею. У 1965—1989 роках називалася «Офіційний вісник Румунської Соціалістичної Республіки» (Buletinul Oficial al R.P.R.). Висвітлює діяльність уряду: публікує офіційні закони, накази, постанови тощо. Коротка назва — Офіційний Монітор (Monitorul Oficial).